# Mark Schenning
Mark Schenning (* 18. Oktober 1970 in Apeldoorn) ist ein niederländischer ehemaliger Fußballspieler und aktueller -trainer.

## Spielerkarriere
Schenning begann seine aktive Laufbahn 1987 bei den Go Ahead Eagles aus Deventer. Der Klub war gerade aus der Eredivisie in die Eerste Divisie abgestiegen. Nach vier Jahren in der zweiten Liga schaffte es Schenning in der fünften Spielzeit mit dem Klub wieder in die höchste niederländische Spielklasse aufzusteigen. Dort hielt man sich bis einschließlich der Spielzeit 1995/96. Nach dem besiegelten Abstieg verließ Schenning die Eagles und transferierte zu Willem II Tilburg. 1997/98 erspielte sich der Klub unter Trainer Co Adriaanse Rang fünf, im Jahr darauf wurde man sogar Vizemeister. Zur Winterpause 1999/2000 trennten sich der Innenverteidiger und Willem, so dass Schenning zum Ligakonkurrenten FC Den Bosch wechselte. Zum Saisonende stieg er mit diesen ab. In der kommenden Winterpause wechselte Schenning erneut und unterzeichnete bei NAC Breda. Mit diesen belegte er bis Sommer 2004 immer einen Platz unter den ersten zehn der Liga. 2002/03 reichte es sogar zu Platz vier, Schennings beste Platzierung mit NAC. Erst in seinem letzten Profijahr in Breda kämpfte er mit dem Team um den Klassenerhalt, der schließlich erreicht wurde.
In seiner gesamten Laufbahn kam Schenning auf insgesamt 436 Einsätze in der Eredivisie und Eerste Divisie und erzielte dabei 23 Treffer. Sein letztes Pflichtspiel im niederländischen Oberhaus absolvierte er am 22. Mai 2005 beim 1:1 gegen den FC Twente Enschede.

## Trainerkarriere
Nach seiner aktiven Laufbahn zog es Schenning ins Trainergeschäft. Von seinem letzten Arbeitgeber, NAC Breda, erhielt er einen Posten bei der sportlichen Organisation. Nach einem Jahr musste er den Klub verlassen. Schließlich übernahm er zur Saison 2009/10 die Frauen von Willem II Tilburg und wurde Assistent von Edwin Herman bei der Reserve-Männermannschaft. Im Februar 2010 wurde er vom Willem-Vorstand damit beauftragt, die erste Männermannschaft im Pflichtspiel zu betreuen. Am 21. Februar 2010 gab Schenning dann sein Trainerdebüt als Trainer in der Eredivisie. Das Auswärtsspiel gegen den späteren niederländischen Meister FC Twente Enschede ging mit 0:1 verloren. Dabei ersetzte er den entlassenen Alfons Groenendijk. Zum Folgespiel wurde Schenning dann aber von Neutrainer Arno Pijpers abgelöst. Bis zum Ende der Spielzeit agierte er als dessen Co-Trainer. Anschließend trennten sich die Wege Schennings und Tilburgs. Am 2. November 2010 gab der unterklassige Verein RKSV Schijndel bekannt, dass Schenning neuer Cheftrainer wird.